# N-Gage
La Nokia N-Gage és un telèfon mòbil i consola portàtil. Va ser llançada el 7 d'octubre del 2003. És de la sèrie 60 de Nokia amb el sistema operatiu Symbian OS 6.1 i està dins del grup de cel·lulars denominats Smartphone.

## Història
El 2003, Nokia va ingressar en el mercat de les consoles de jocs llançant el terminal portàtil N-Gage, oferint Reproductor MP3 i ràdio FM integrada, reproducció de vídeo, així com telefonia mòbil, joc multijugador (gràcies a la connexió bluetooth) i la possibilitat d'instal·lar tota mena de programes (com a navegadors GPS). Pot executar tots els emuladors escrits per als Sèrie 60 (quasi tots de pagament), però a més es desenvolupen versions gratuïtes específiques de la N-gage (hi ha versions de Sinclair ZX Spectrum, MSX, Commodore 64, NES, SNES, Megadrive…). Incorpora connector USB, que permet accedir a la targeta MMC com si fos un Pendrive. Com a inconvenient, el slot de targeta MMC està davall la carcassa bloquejat per la bateria (el que obliga a apagar per a poder canviar un joc comercial), cal posar el telèfon de costat per a poder usar-ho, i no suporta totes les targetes MMC (Nokia només garanteix les seues targetes i fins a 128 MB a preu astronòmic, mentre els usauris a base d'assaig i error aconseguixen localitzar marques compatibles de fins a 512 MB). A pesar d'açò no va aconseguir les expectatives inicials, i no va aconseguir posicionar-se com una consola al mateix nivell que la portàtil de Nintendo Game Boy Advance, a més ja s'albirava una nova generació de portàtils de Sony i Nintendo. D'ací que Nokia es llançara a fer una nova reedició del seu mòbil-consola.
En 2004 Nokia va llançar un nou model denominat N-gage QD, esta es concentrava més en l'aspecte consola i deixava en un segon pla les opcions multimèdia com són la ràdio i el reproductor MP3. Es va afegir l'opció "hot-swap" que es referix a poder extraure la targeta de memòria MMC sense haver d'apagar el dispositiu, un teclat millorat permetent major jugabilitat, una goma que rodeja la consola evitant danys en les caigudes, pantalla millorada, una bateria de major capacitat, etc. També se reva dissenyar exteriorment per complet, un menor grandària però amb pes semblant. L'altaveu del telèfon ja no està en la part lateral sinó en la part frontal, suprimint així el cridat side-talking. Al contrari es va suprimir el connector USB, el reproductor de MP3 i la ràdio, encara que per mitjà d'un programa és possible reproduir MP3. Al contrari dir que la nova versió QD només posseïx un canal d'àudio, per la qual cosa la música no es podrà escoltar en estorada, a diferència de la seua predecessora que si el cap a. És inevitable comparar-la amb el model anterior, però no podem dir si és millor o pitjor, simplement s'ha d'estudiar les necessitats cada un i triar el model convenient. Així i tot el nokia N-gage, tant el model antic com la versió QD són actes per a ser utilitzats com reproductors interactius de continguts multimèdia, ja que gràcies al seu processador i el seu sistema operatiu múltitasques, és capaç de dur a terme multitud de funcions com reproduir multitud de formats d'àudio i vídeo sempre que s'utilitze un reproductor adequat. La funcionalitat de la N-gage arriba als límits més insospitats, ja que es pot instal·lar en el seu sistema operatiu programes tan sorprenents com útils, el catalogue va des de simples reproductors d'àudio a programes com a alarmes antirobatòries o fins i tot un anti-mosquits capaç de repel·lir estos molestos insectes produint a través de l'altaveu ultrasons.
Últimament han aparegut diversos models de la N-gage QD que només es diferencien en la distintes carcasses que incorpora de sèrie i diversos accessoris com ara un lector de targetes doble o un altaveu autoamplificat per a escoltar amb detalls els jocs.
Les vendes a espanya ja han superat les 500.000 màquines venudes. D'ací que l'última edició de la convenció sobre la N-gage es fera a Barcelona-Espanya.
Actualment Nokia no ha expressat que tinga intenció de comercialitzar una successora per a esta màquina, però afirma que la sèrie N dels seus nous mòbils tindran la possibilitat de processar jocs gràcies als nous xips Radeon en els que Nokia i ATI (empresa dedicada a targetes gràfiques per a pc) estan treballant, dels quals hi ha dues versions depèn si va destinat a telèfons de gamma mitjana-alta o mitjana-baixa.